# نقص تنسج الغضروف والشعر
نقص تنسج الغضروف والشعر: هو اضطراب وراثي نادر. قد تشمل الأعراض قزامة قصيرة الأطراف بسبب خلل التنسج الهيكلي ، ومستوى متغير من نقص المناعة ، والاستعداد للإصابة بالسرطان. تم الإبلاغ عنه لأول مرة في عام 1965 من قبل مكيكوسك.

## العلامات والأعراض
- تقزم الأطراف القصيرة
- الشعر الخفيف والحواجب رقيقة جدا
- مفاصل اليد والقدمين شديدة التمدد
- تشوهات العمود الفقري
- الأجسام المضادة المشوهه
- neutropenia (العدلات)

## علم الوراثة
نقص تنسج الغضروف والشعر هو اضطراب وراثي متنحي. إنه اضطراب متعدد الاتجاهات للغاية. وقد لوحظ أيضًا مع هذا الاضطراب ظاهرة وراثية نادرًا ما يتم مواجهتها ، تُعرف بالاضطراب أحادي الوالدين (حالة وراثية حيث يرث الطفل نسختين من الكروموسوم من أحد الوالدين ، مقابل نسخة واحدة من كل والد).
تم تحديد ارتباط بين الطفرات بالقرب من أو داخل مكونات ال ncRNA اللذي يتكون من RNase MRP ، RMRP. إن نوكلياز إندوريبونRNase MRP عبارة عن مركب من جزيء RNA والعديد من البروتينات ويشارك في انشقاق بادئات الميتوكوندريا المسؤولة عن تكرار الحمض النووي وفي معالجة ما قبل الرنا الريباسي في النواة. تم تعيين موضع الجين إلى الذراع القصيرة للكروموسوم 9.

## نقص المناعة
عادة ما يعاني مرضى نقص تنسج الغضروف والشعر من نقص المناعة الخلوية. في الدراسة التي أجريت على 108 مريضًا فنلنديًا مصابًا بـ نقص تنسج الغضروف والشعر ، تم اكتشاف شكل خفيف إلى متوسط من اللمفاويات ، وانخفاض النوع المتأخر من فرط الحساسية وضعف الاستجابات تجاه phytohemagglutinin واللي هو: (بروتين نباتي سام وخاصة المستخلص من الفاصوليا الحمراء. له تطبيقات طبية مهمة ، خاصة في علم المناعة ، لأنه يمكن أن يحفز الانقسام ويؤدي أيضًا إلى تكتل خلايا الدم الحمراء معًا). وهذا يؤدي إلى القابلية للإصابة بالعدوى في مرحلة الطفولة المبكرة ، وفي بعض الحالات الشديدة الوفاة. كما تم الكشف عن وجود نقص مناعي مشترك لدى بعض المرضى. غالبًا ما يكون لدى مرضى نقص تنسج الغضروف والشعر قابلية متزايدة للأورام الخبيثة.

## العلاج
لم يتم اكتشاف علاج تم التحقق منه لهذا المرض.

## طالع أيضًا
- قائمة الأمراض والاضطرابات الجلدية